# Geoffrey Mulenga
Geoffrey Mulenga (ur. 12 października 1967) – zambijski piłkarz grający na pozycji napastnika. W swojej karierze rozegrał 5 meczów w reprezentacji Zambii.

## Kariera klubowa
Mulenga grał w szwajcarskim klubie FC Fribourg oraz w rodzimym Nchanga Rangers.

## Kariera reprezentacyjna
W reprezentacji Zambii Mulenga zadebiutował 4 czerwca 1988 roku w wygranym 3:2 towarzyskim meczu z Zimbabwe. W 1990 roku był w kadrze Zambii na Puchar Narodów Afryki 1990. Wystąpił w nim w dwóch meczach: grupowym z Kenią (1:0) i o 3. miejsce z Senegalem (1:0). Od 1988 do 1990 wystąpił w kadrze narodowej 5 razy.